# 小觀音山西峰
小觀音山西峰位於台灣新北市三芝區興華里，顧名思義，是在小觀音山西方，大屯溪古道上。山頂海拔1042.93公尺，立有土地調查局圖根點花崗石基石，冠字：真(31)。